# Krátka
Die Krátka (deutsch Kratka, ungarisch Krátka, polnisch Krótka) ist ein 2374 m n.m. (nach anderen Quellen 2365 m n.m.) hoher Berg in der Hohen Tatra in der Slowakei. Der Berg befindet sich auf der Hauptachse des Seitengrats von Kriváň, zwischen den Berg Kriváň im Westen, getrennt durch den Sattel Špára und Ostrá im Osten über den Sattel Nefcerské sedlo. Der Berg hat einen Hauptgipfel in der Mitte und zwei Nebengipfel (Nordwest und Ost) beiderseits des Hauptgipfels. Die einzelnen Gipfel tragen seit 1989 eigenständige Namen: Západná Krátka (Westliche Kratka), Prostredná Krátka (Mittlere Kratka) und Východná Krátka (Östliche Kratka).
Die Krátka ist ein Knoten: am Hauptgipfel beginnt ein etwa zwei Kilometer langer Seitengrat namens Jamský hrebeň (deutsch Waagtaler Grat) Richtung Süden, der die Täler Važecká dolina und Dolina Suchej vody trennt, vom Nordwestgipfel verläuft eine kurze Rippe ins Tal Nefcerka im Talsystem der Kôprová dolina.
Der erste überlieferte Name des Bergs ist Kriwan minor (Kleiner Kriwan) aus dem Jahr 1719 von Georg Buchholtz d. Ä., später folgt der 1736 verzeichnete Name Krywánik des Historikers Matthias Bel. Dieser und ähnliche Namen gingen in der zweiten Hälfte des 19. Jahrhunderts auf den Berg Malý Kriváň über, der vormalige Krivánik erhielt die Bezeichnung Krátka (wörtlich  „die Kurze“). Der ungarische Bergsteiger Alfréd Grósz schuf den kurzlebigen deutschen Namen Waagsdorfsspitze nach der Lage oberhalb des Dorfes Važec (deutsch Waagsdorf).
Der Berg liegt abseits offizieller touristischer Wanderwege und der Zutritt ist wegen der Lage inmitten eines Nationalen Naturreservats auch für Mitglieder alpiner Vereine oder mit einem Bergführer verboten.